# Montmoreau
Montmoreau ist eine französische Gemeinde mit 2.419 Einwohnern (Stand: 1. Januar 2022) im Département Charente in der Region Nouvelle-Aquitaine. Die Gemeinde gehört zum Arrondissement Angoulême, zum Kanton Tude-et-Lavalette und zum 2017 gegründeten Gemeindeverband Lavalette Tude Dronne. 
Montmoreau wurde zum 1. Januar 2017 aus den vormals eigenständigen Gemeinden Aignes-et-Puypéroux, Montmoreau-Saint-Cybard, Saint-Amant-de-Montmoreau, Saint-Eutrope und Saint-Laurent-de-Belzagot gebildet. Der Verwaltungssitz befindet sich in Montmoreau-Saint-Cybard.

## Geografie
Montmoreau liegt im Süden der historischen Provinz Angoumois, etwa 22 Kilometer südlich von Angoulême. Umgeben wird Montmoreau von den Nachbargemeinden Chadurie und Boisné-La Tude im Norden, Gurat im Nordosten, Vaux-Lavalette und Salles-Lavalette im Osten, Juignac und Bors (Canton de Tude-et-Lavalette) im Süden, Montboyer und Saint-Martial im Südwesten, Courgeac im Westen und Südwesten, Nonac im Westen sowie Pérignac im Nordwesten.

## Gliederung
| Ortsteil                                  | ehemaliger INSEE-Code | Fläche (km²) | Einwohnerzahl zum 1. Januar 2018 |
| ----------------------------------------- | --------------------- | ------------ | -------------------------------- |
| Aignes-et-Puypéroux                       | 16004                 | 12,99        | .0244                            |
| Montmoreau-Saint-Cybard (Verwaltungssitz) | 16230                 | 12,00        | 1.082                            |
| Saint-Amant-de-Montmoreau                 | 16294                 | 27,20        | .0687                            |
| Saint-Eutrope                             | 16314                 | 02,67        | .0168                            |
| Saint-Laurent-de-Belzagot                 | 16328                 | 09,99        | .0392                            |

## Sehenswürdigkeiten

### Aignes-et-Puypéroux
- Kirche Saint-Martial in Aignes
- Kloster von Puypéroux, 925 gegründet, Kirchbau aus dem 11. Jahrhundert, seit 1984 Monument historique
- Schloss aus dem 18. Jahrhundert

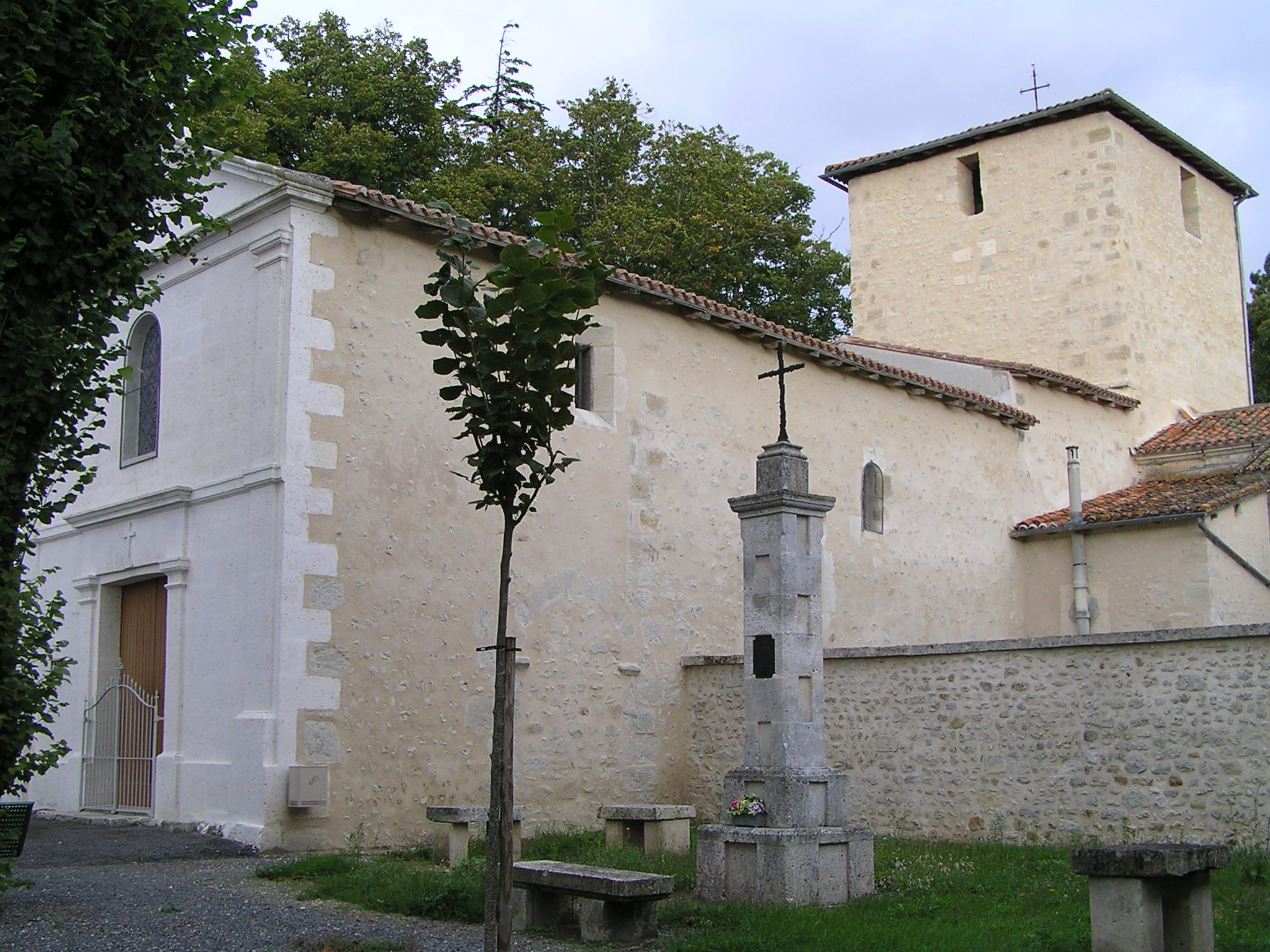
Kirche Saint-Martial
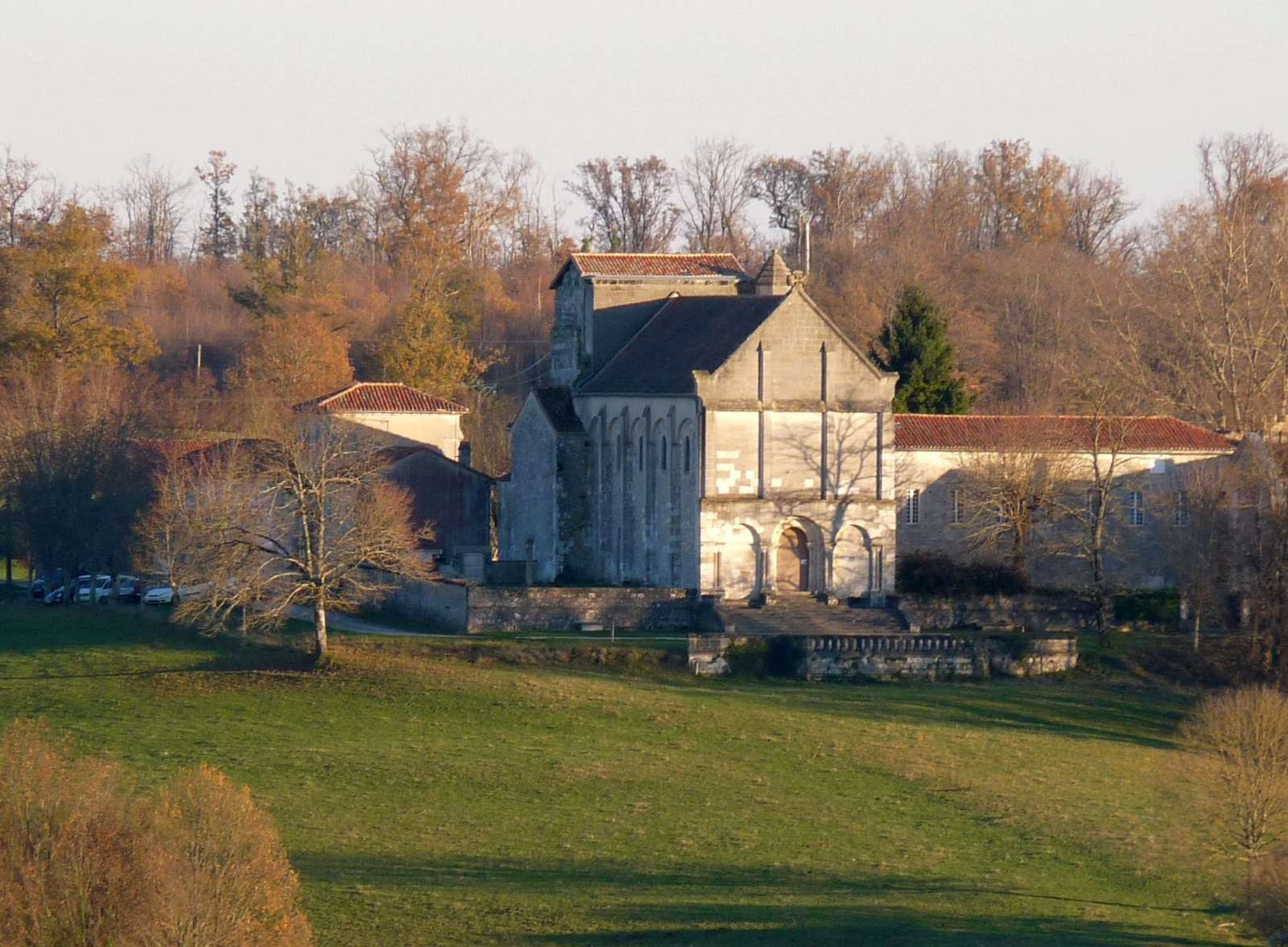
Klosteranlage von Puypéroux mit der Kirche

### Montmoreau-Saint-Cybard
- Romanische Kirche Saint-Denis in Montmoreau (12. Jahrhundert, Monument historique seit 1846)
- Kirche Saint-Cybard
- Burg Montmoreau (12. bis 15. Jahrhundert, Monument historique seit 1952)

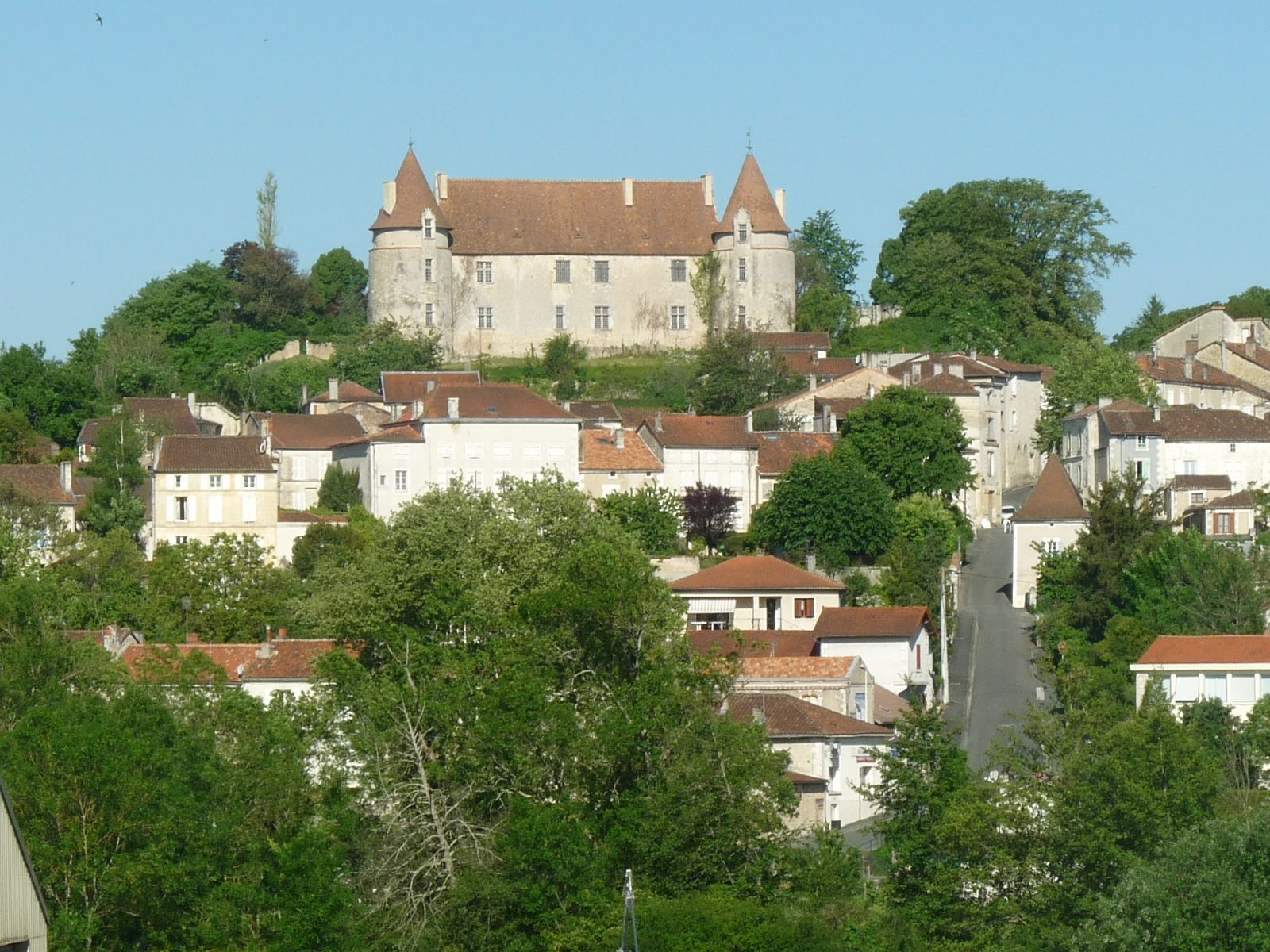
Burg Montmoreau

### Saint-Amant-de-Montmoreau
- Kirche Saint-Amant aus dem 12. Jahrhundert

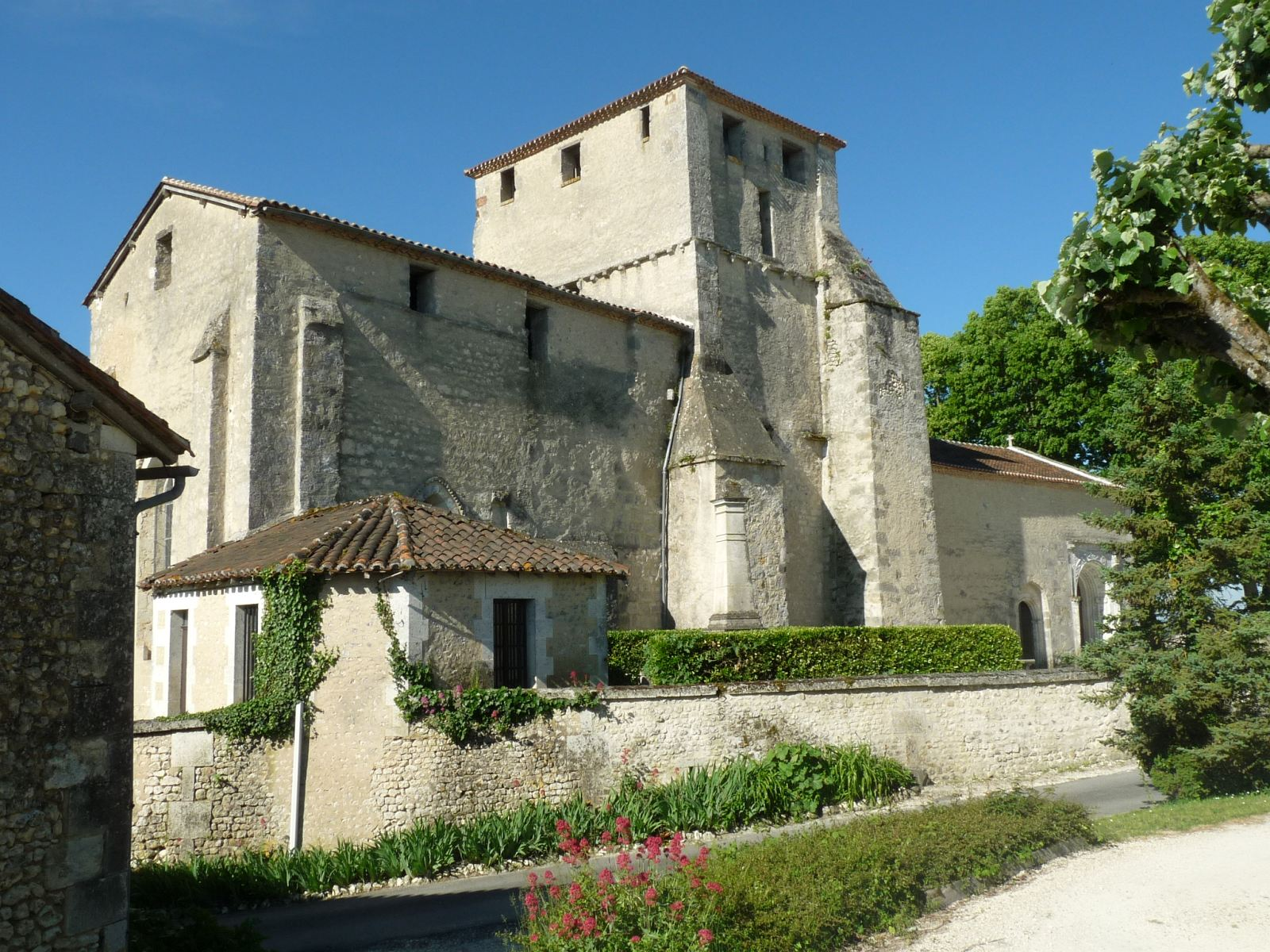
Kirche Saint-Amant

### Saint-Eutrope
- Kirche Saint-Eutrope, Glocke seit 2004 Monument historique

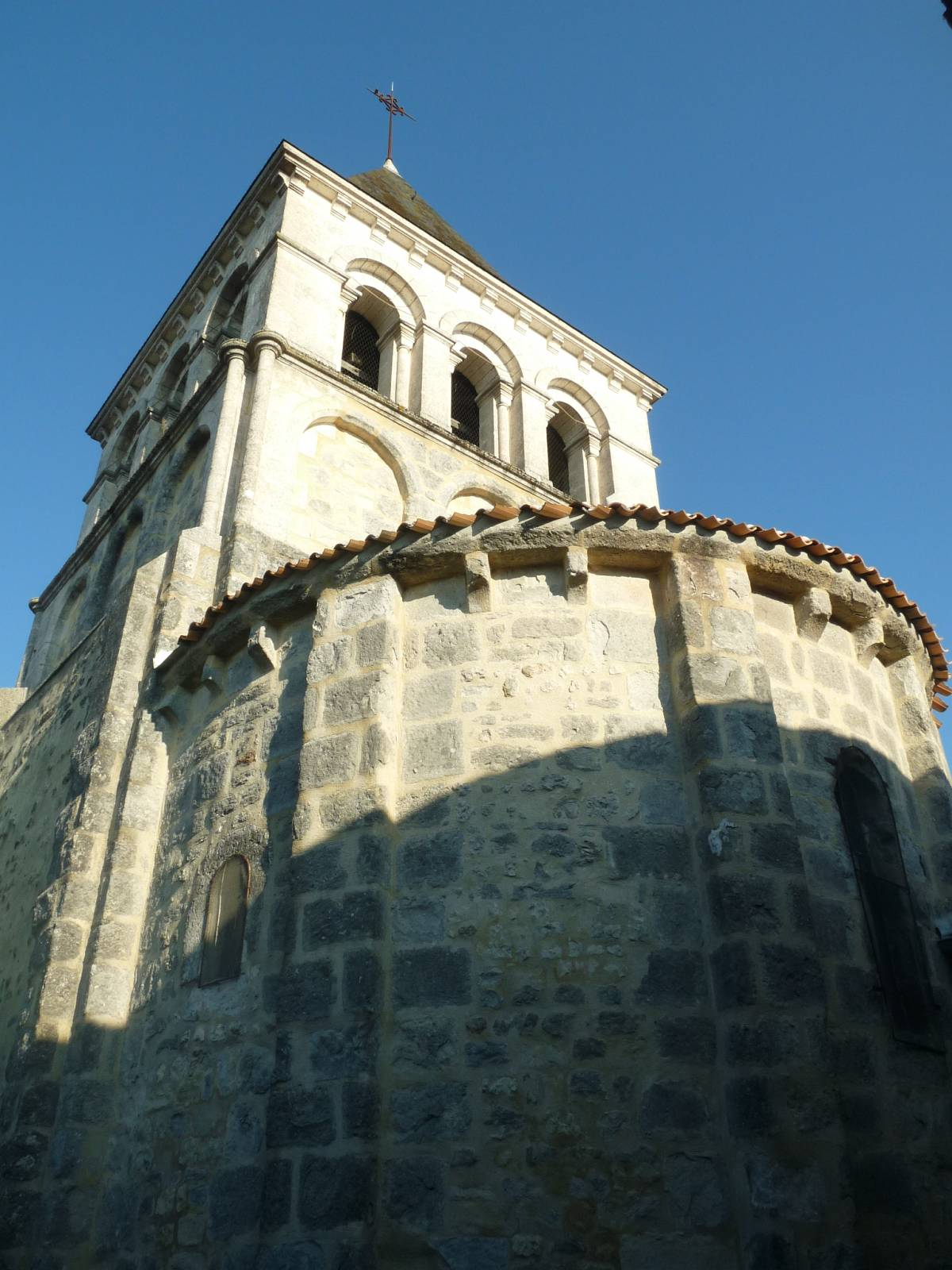
Kirche Saint-Eutrope

### Saint-Laurent-de-Belzagot
- Kirche Saint-Laurent mit Portal des früheren Priorats

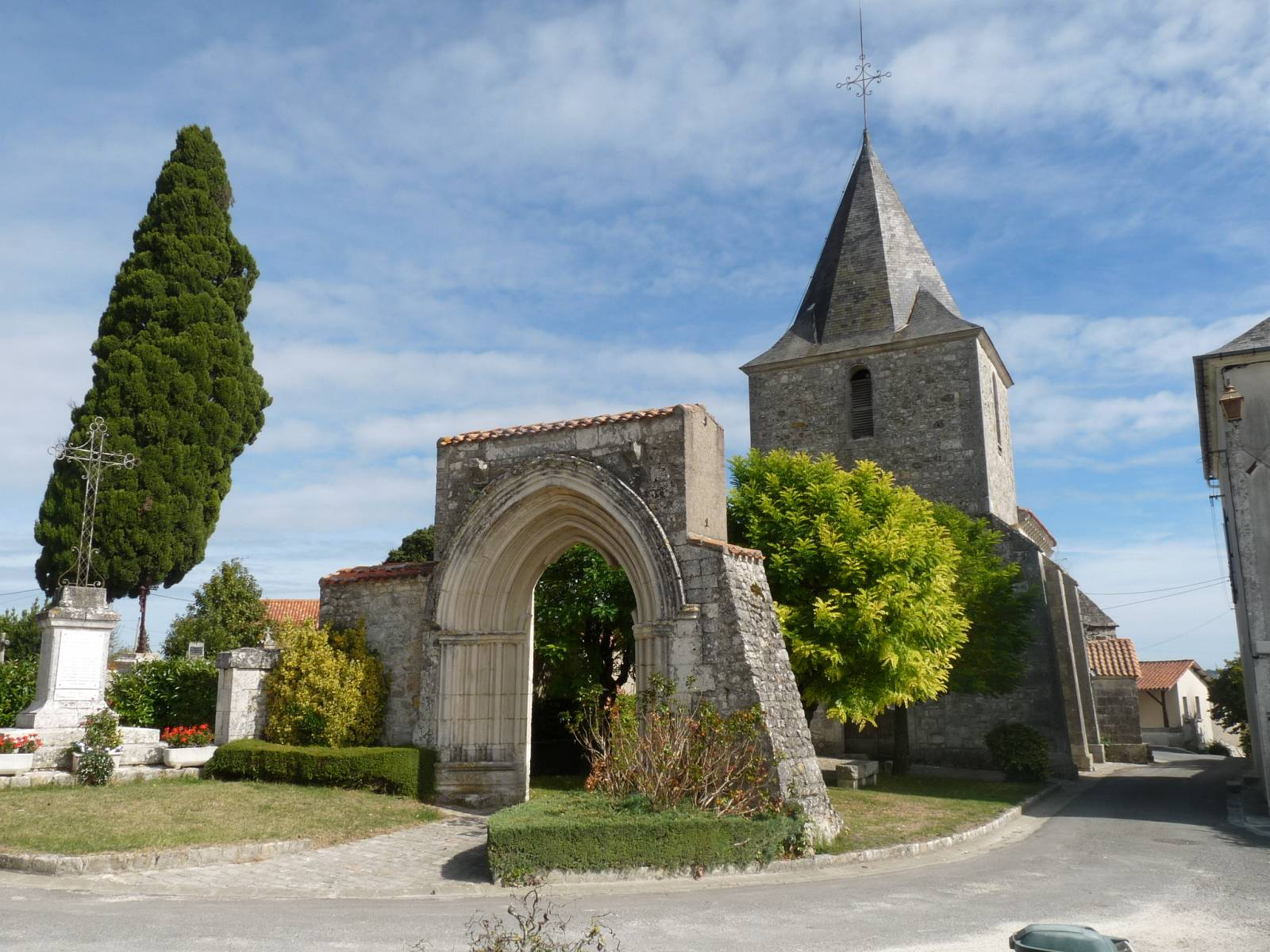
Kirche Saint-Laurent